# Alessio Falanga
Padre Alessio Falanga, al secolo Aldo Falanga (Napoli, 11 ottobre 1940 – Fondi, 8 aprile 2002), è stato un presbitero e francescano italiano. Contribuì a ripristinare la presenza francescana presso la Chiesa di San Francesco a Fondi dopo più di cento anni di interruzione e fu promotore dell'edificazione della chiesa di Sant'Antonio alle Querce

## Biografia

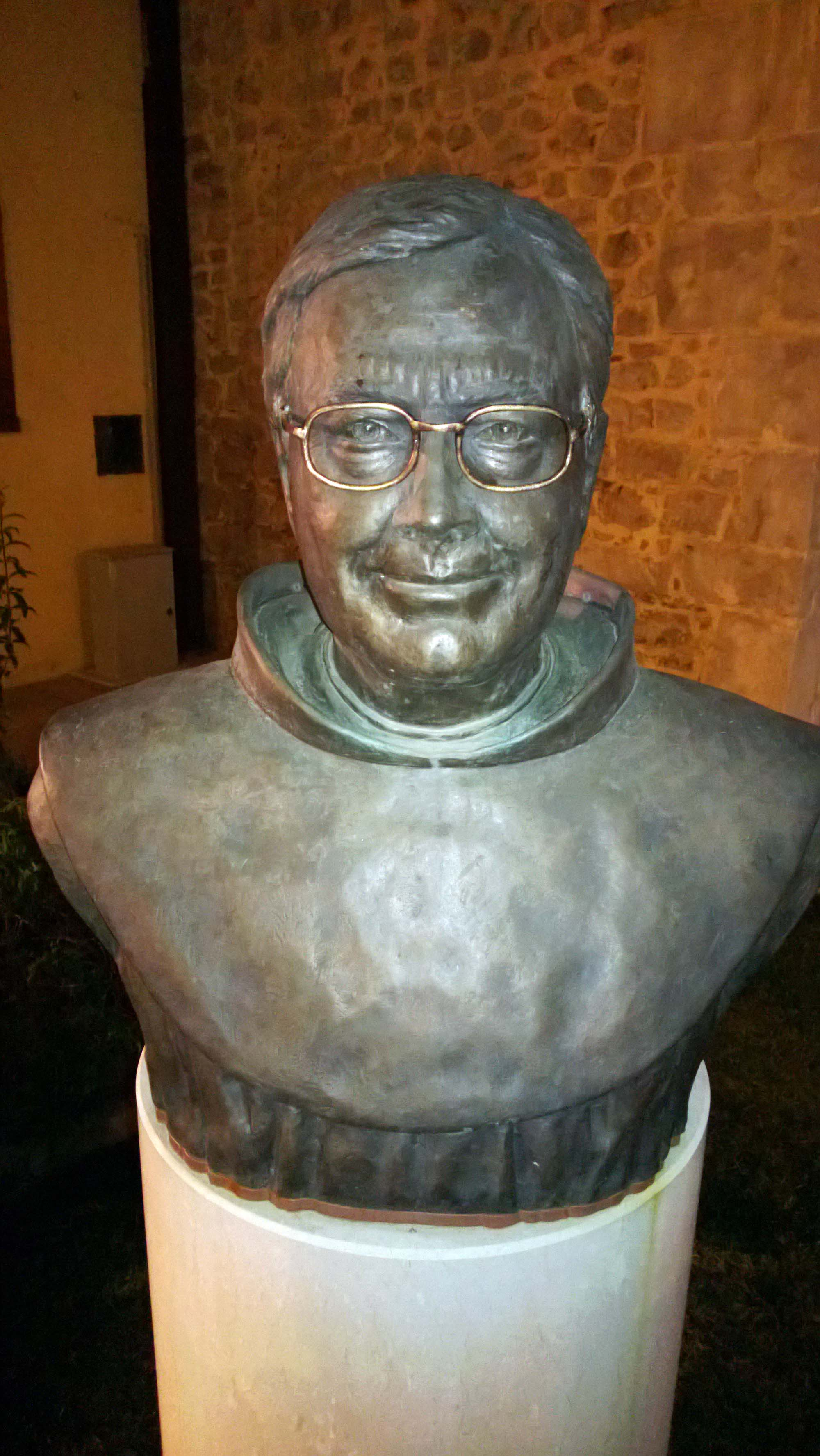
Padre Alessio Falanga - Busto in bronzo a Fondi (LT)

### Formazione
Secondogenito di Luigi e Mafalda Sorriento, nacque e crebbe a Napoli. La sua vocazione, sentita durante l'adolescenza, fu inizialmente osteggiata dalla famiglia, che lo aveva avviato all'attività pubblicitaria e giornalistica. Trascorso l'anno di noviziato sotto la guida di padre Tito Robertella al santuario di Santa Maria dei Lattani a Roccamonfina, dove pronunciò i voti semplici il 17 settembre 1958. Successivamente procedette con la formazione per il quadriennio filosofico (1959-1963) a San Francesco a Quisisana, studiando teologia a Napoli presso il Complesso di Santa Lucia Vergine al Monte, dove pronunciò i voti solenni il 19 settembre 1965. Nel 1966 fu inviato a Nocera Inferiore, presso lo studentato della Provincia Minoritica di Salerno, per un tempo di verifica e per completare il suo iter formativo. Antonio Forte, già Vescovo di Avellino, lo descrisse al Ministro Provinciale dicendo che "la sua condotta è edificante, improntata a delicatezza e serenità. Questa ultima nota è ben evidente in lui… tutti ammiriamo la sua condotta. Non credo di sbagliare… perché la mia impressione è condivisa sostanzialmente da tutti… questo giovane, nutro speranza, farà bene nella vita”. Il 28 giugno 1967 fu ordinato presbitero nella chiesa francescana di Santa Lucia al Monte da Vittorio Maria Costantini, vescovo di Sessa Aurunca.

### Attività pastorale
Dopo un breve periodo al santuario antoniano di Teano, nel 1968 si unì alla comunità francescana a Fondi, recentemente ricostituitasi per volere del vescovo Lorenzo Gargiulo dopo oltre un secolo dal ritiro dei frati nel 1860. Col tempo la presenza minoritica a Fondi si è andò sempre più stabilizzando: sorse il conventino adiacente alla chiesa; venne restaurata integralmente la chiesa con il campanile; venne adattata al convento una più ampia residenza a breve distanza dal tempio; venne costruita la chiesa di S. Antonio alle Querce (contrada periferica della parrocchia) con annesso oratorio. Dalla primavera del 1968 al 1974, padre Alessio fu viceparroco e cappellano dell'ospedale di Fondi; dal 1974 al 1995 fu parroco, mentre dal 1998 fino alla morte, avvenuta nel 2002, fu nuovamente viceparroco.
In linea con il rinnovamento post-conciliare, padre Alessio (coadiuvato prima da Padre Giacinto Caronia, poi da Padre Canio Rienzi e fra Salvatore Funaro) ha promosso il Gruppo Folkloristico città di Fondi, l'Associazione Pro Loco Fondi, Radio Gi.Fra., il giornale periodico Il Ponte (a cui contribuiva regolarmente con una rubrica), la squadra di calcio G.F. (Gioventù Francescana), la squadra di pallacanestro G.F. Basket Fondi, la tipografia "Kolbe", l'Istituto scolastico "San Francesco" e la cooperativa "Ricerca Educativa".
Sostenne il Cammino neocatecumenale, sorto in seguito al Concilio Vaticano II, presso l'Arcidiocesi di Gaeta
Accolse le prime catechesi nell'Avvento del 1976, condotte da un'équipe proveniente dalla parrocchia romana dei Santi Fabiano e Venanzio, quando era parroco della chiesa di san Francesco d'Assisi in Fondi. Divenne così il referente del cammino per Luigi Maria Carli, l'allora arcivescovo di Gaeta.
Dal 1992 è stato incaricato provinciale delle missioni al popolo e dal 1995 segretario nazionale del medesimo settore. Nel triennio 1995-1998 fu guardiano a Napoli a San Pasquale a Chiaia dove curò l’organizzazione dei preparativi e delle celebrazioni per la canonizzazione di Egidio Maria da Taranto. Oltre ad aver guidato numerose missioni popolari in Italia tra il 1993 e il 2001, prestò assistenza spirituale a diversi istituti femminili di ispirazione francescana, tra cui le Sorelle Minori di S. Francesco presso la casa di San Gennaro Vesuviano. È stato per sei volte definitore provinciale (1974-1977; 1977-1980; 1989-1992; 1992-1995; 1995-1998; 2001-2002). È stato anche segretario particolare di Daniele Ferrari, vescovo ausiliare dell'Arcidiocesi di Gaeta (1970-1973). Il 4 ottobre 1998 curò l’organizzazione del grande pellegrinaggio regionale di tutti i vescovi, clero e fedeli per l’offerta annuale dell’olio da parte della Regione Campania a San Francesco in Assisi.

### La morte
Morì a Fondi il 2 aprile 2002 a causa di un tumore che gli era stato diagnosticato nell'ottobre 2000.
Pier Luigi Mazzoni, arcivescovo di Gaeta, celebrò il rito esequiale nella chiesa di San Francesco il 10 aprile 2002; la celebrazione fu seguita dalla cittadinanza nella chiesa e nella piazza, gremita di gente. Dopo le esequie la salma fu traslata nella cappella di famiglia a Poggioreale.

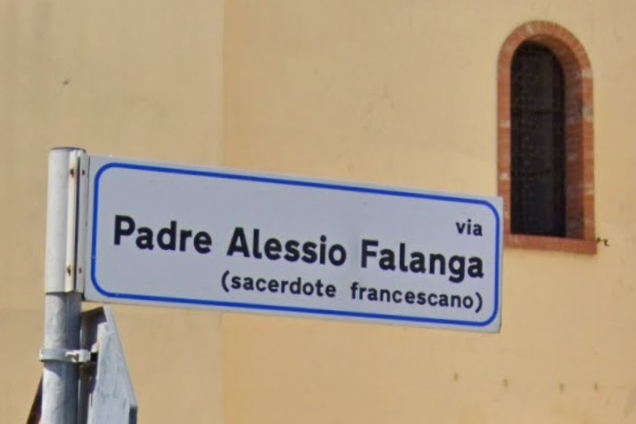
Fondi - Strada dedicata a Padre Alessio Falanga

## Memoria
Ad un anno dalla sua morte, nell'aprile del 2003, il Comune di Fondi gli ha intitolato una via.
L'11 giugno 2011 l'Amministrazione Comunale di Fondi e i Frati Minori hanno collocato il busto in bronzo, realizzato da Giuseppe Cacace, a ricordo di padre Alessio Falanga presso lo spazio antistante il campanile della Chiesa di San Francesco d'Assisi. Durante la cerimonia di scoprimento del busto intervennero tutti i familiari, il Sindaco Salvatore De Meo, il Senatore Claudio Fazzone ed il Ministro Provinciale dei Frati Minori di Napoli padre Agostino Esposito
.